# Guest (Schiff)
Die  USS Guest (DD-472) war ein zur Fletcher-Klasse gehörender Zerstörer der United States Navy und nahm am Zweiten Weltkrieg teil. Nach Kriegsende wurde das Schiff vorübergehend außer Dienst gestellt und 1959 leihweise an die brasilianische Marine übergeben, die den Zerstörer auf den Namen Pará (D27) taufte. 1979 wurde das Schiff außer Dienst gestellt und 1983 als Zielschiff versenkt.

## Namensgeber
Commodore John Guest (1822–1879) war Offizier der US Navy und diente im Amerikanisch-Spanischen Krieg und im Sezessionskrieg.

## Technik

### Rumpf und Antrieb
Der Rumpf der USS Guest war 114,7 m lang und 12,1 m breit. Der Tiefgang betrug 5,4 m, die Verdrängung 2.100 ts (2.134 t). Der Antrieb des Schiffs erfolgte durch zwei Dampfturbinen von General Electric, der Dampf wurde in vier Kesseln von Babcock & Wilcox erzeugt. Die Wellenleistung betrug 60.000 hp (45 MW), die Höchstgeschwindigkeit lag bei 35 kn (65 km/h).

### Bewaffnung und Elektronik
Hauptbewaffnung der USS Guest waren bei Indienststellung ihre fünf 5-Zoll/127-mm-Mark-30-Einzeltürme. Dazu kamen diverse Flugabwehrkanonen. Die Flugabwehrbewaffnung wurde im Laufe des Krieges weiter verstärkt.
Die USS Guest war mit Radar ausgerüstet. Am Mast über der Brücke waren ein SG- und ein SC-Radar montiert, mit denen Flugzeuge auf Entfernungen zwischen 15 und 30 Seemeilen und Schiffe in Entfernungen zwischen 10 und 22 Seemeilen geortet werden konnten.

## Geschichte
Die USS Guest wurde am 27. September 1941 auf der Boston Naval Shipyard auf Kiel gelegt. Am 20. Februar 1942 lief das Schiff vom Stapel. Ann Guest Walsh, Enkelin des Namensgebers, war Taufpatin. Der Zerstörer wurde am 15. Dezember 1942 unter dem Kommando von Commander Henry Crommelin in Dienst gestellt.

### 1943
Nach der Erprobung vor Guantanamo Bay lief die USS Guest zusammen mit dem Flugzeugträger Independence nach Trinidad. Anschließend eskortierte sie einen Geleitzug von New York nach Casablanca.
Am 31. Mai 1943 lief sie in Boston ein, von wo aus sie am 20. Juli Kurs auf Hawaii nahm. Nach einem kurzen Ausbildungsabschnitt erreichte sie Efate, Neue Hebriden und wurde dort der 3. US-Flotte unterstellt. Nach Einsätzen gegen Ziele auf den Santa-Cruz-Inseln und Geleitzugdiensten nach Nouméa, Neukaledonien, verließ die USS Guest am 28. Oktober Efate, um an der Landung auf Bougainville teilzunehmen. Sie schützte die Transporter während der ersten Landungswellen und war am Abschuss von zwei japanischen Bombern beteiligt. Während der nachfolgenden Monate eskortierte der Zerstörer Truppen- und Nachschubkonvois von Guadalcanal nach Kap Torokina im Norden der Kaiserin-Augusta-Bucht. Am 4. Dezember 1943 bekämpfte die USS Guest feindliche Küstenartilleriestellungen bei Motupene Point auf Bougainville.

### 1944
Nach weiteren Einsätzen gegen Landziele schützte die Guest am 31. Januar 1944 die Transportschiffe bei der Landung der Marine Raiders des US Marine Corps auf Green Island. Während der Einschiffung der Raiders am nächsten Morgen griff sie in zwei Anläufen ein getauchtes U-Boot mit Wasserbomben an. Ihr Schwesterschiff Hudson konnte anschließend durch einen weiteren Angriff das japanische 1.400 ts U-Boot I-171 versenken.
Die USS Guest wurde während der Invasion von Green Island am 15. Februar 1944 erneut zum Schutz der Transportschiffe eingesetzt. Am 25. Februar beschoss sie Kavieng auf Neuirland und am 17. März Ziele auf Bougainville. Am gleichen Tag rettete sie die Besatzung des PT-Bootes PT-63. Mit ihrer Artillerie versenkte die USS Guest am 30. April 1944 den auf Grund gelaufenen japanischen Frachter Meisy Maru.
Am 10. Juni verließ der Zerstörer Roi-Namur im Kwajalein-Atoll, um an der Schlacht um die Marianen-Inseln teilzunehmen. Die USS Guest unterstützte mit ihren Geschützen die amerikanischen Truppen während der Landung auf Saipan am 15. Juni 1944. Anschließend half sie bei der Abwehr von vier massiven japanischen Luftangriffen auf Vice Admiral Marc Andrew Mitschers Fast Carrier Task Force während der Schlacht in der Philippinensee. Zur Unterstützung der Landung auf Guam setzte die USS Guest erneut ihre 5"-Geschütze ein. Sie verblieb im Gebiet um Guam bis zum 9. August und nahm dann Kurs auf die Salomonen, um dort an Landungsübungen teilzunehmen.
Die USS Guest verließ Purvis Bay am 6. September 1944 und beschoss als Teil der Western Fire Group von Rear Admiral Jesse Oldendorf Ziele bei Angar auf Palau. Am nächsten Tag rettete sie 7 Offiziere und 45 Mann des auf eine Seemine gelaufenen Minensuchzerstörers USS Perry (DMS-17). Die USS Guest nahm am 25. September Kurs auf San Francisco, wo sie am 25. Oktober einlief und zur Überholung in die Werft ging.

### 1945
Nach Abschluss der Überholung lief die USS Guest nach Hawaii. Am 27. Januar 1945 fuhr sie als Teil einer Task Group mit Aufenthalt auf den Marianen nach Iwo Jima. Vom 19. Februar bis 28. Februar wurde sie erneut zur Bekämpfung von Küstenstellungen während der Schlacht um Iwo Jima eingesetzt. Anschließend lief sie zur San Pedro Bay auf den Philippinen. Von dort stach sie am 27. März in See, um Geleitflugzeugträger zu eskortieren, die zur direkten Unterstützung der Landung auf Okinawa eingesetzt wurden. Am 9. Mai befand sich die USS Guest westlich von Okinawa, als bei einem Kamikaze-Angriff das angreifende Flugzeug ihren Mast traf und einen Schornstein beschädigte. Sie verblieb bis zum 1. Juli 1945 vor Ort, um danach Geleitflugzeugträger über Ulithi und die Marshallinseln nach Adak, Alaska zu eskortieren. Von dort fuhr der Verband nach Ōminato, Japan. Vor der Küste von Honshū diente die USS Guest als Plane Guard. Am 15. November 1945 erreichte der Zerstörer die Puget Sound Naval Shipyard.

### Nachkriegszeit
Die USS Guest wurde am 4. Juni 1946 in San Diego außer Dienst gestellt und der Reserveflotte zugeteilt. Am 5. Juni 1959 wurde sie leihweise der brasilianischen Marine überlassen, wo sie bis zur Außerdienststellung 1979 als Pará (D27) fuhr.

### Verbleib
Das Schiff wurde nach der Außerdienststellung als Zielschiff für die Erprobung von Exocet MM 38-Lenkflugkörpern, die von der Fregatte Niterói (F 40) gestartet wurden, genutzt. Am 22. Februar 1983 wurde das Schiff vom brasilianischen U-Boot Ceará (S 14) mit zwei Torpedos 80 NM südlich des Leuchtturms von Cabo Frio versenkt.

## Auszeichnungen
Die USS Guest erhielt acht Battle Stars für die Dienste im Zweiten Weltkrieg.